# Kaijū

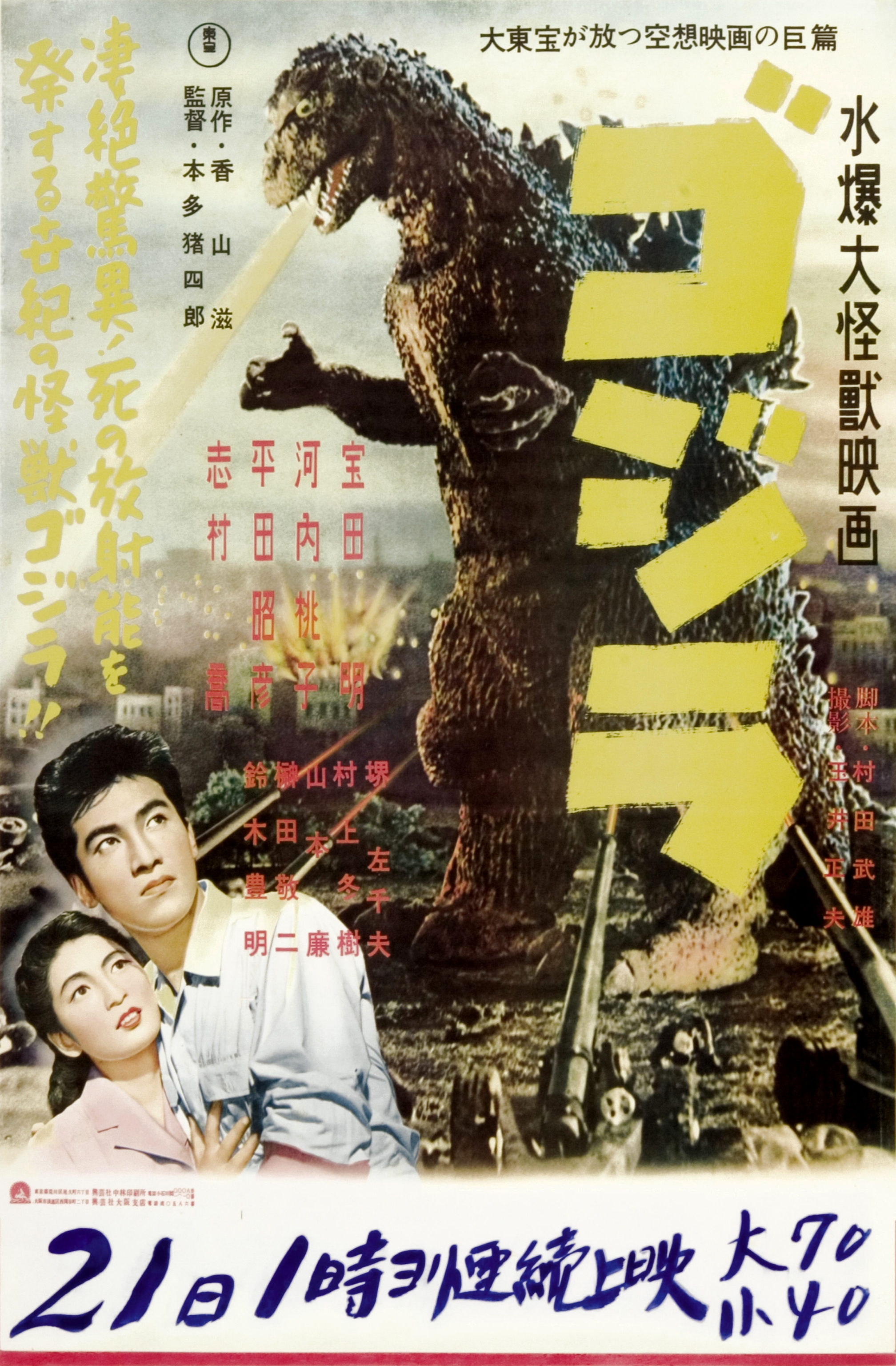
Affiche d'un film de Godzilla, un kaiju emblématique.

Pour les articles homonymes, voir Eiga.
Kaijū (怪獣, litt. « bête étrange » ou « bête mystérieuse ») est un terme japonais pour désigner des créatures étranges, particulièrement des monstres géants des films japonais appelés kaijū eiga. La notion japonaise de monstre est différente de celle des Occidentaux, un kaijū est plutôt vu comme une force de la nature devant laquelle l'homme est impuissant et non pas une force du mal.

## Films

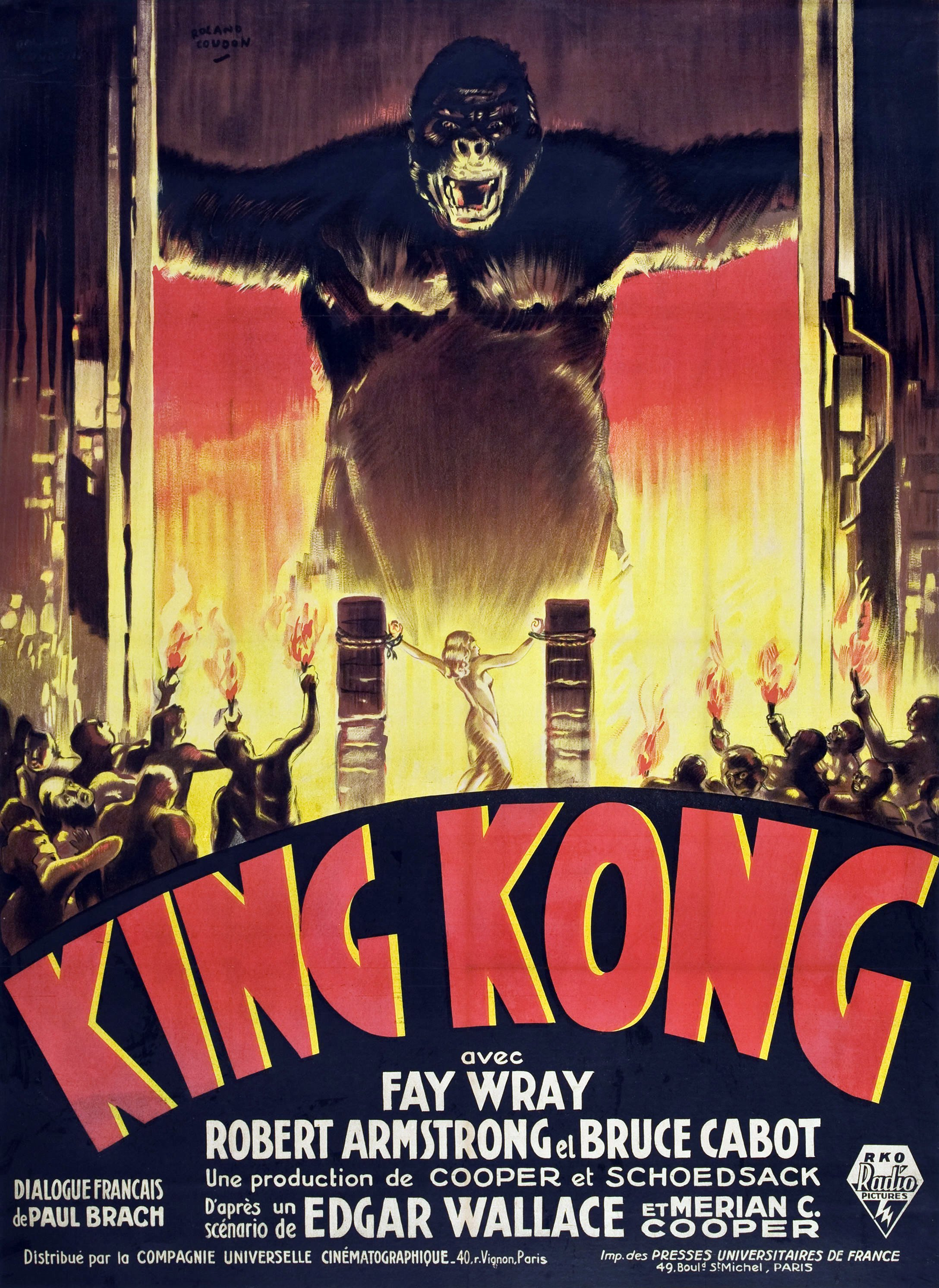
King Kong (1933)

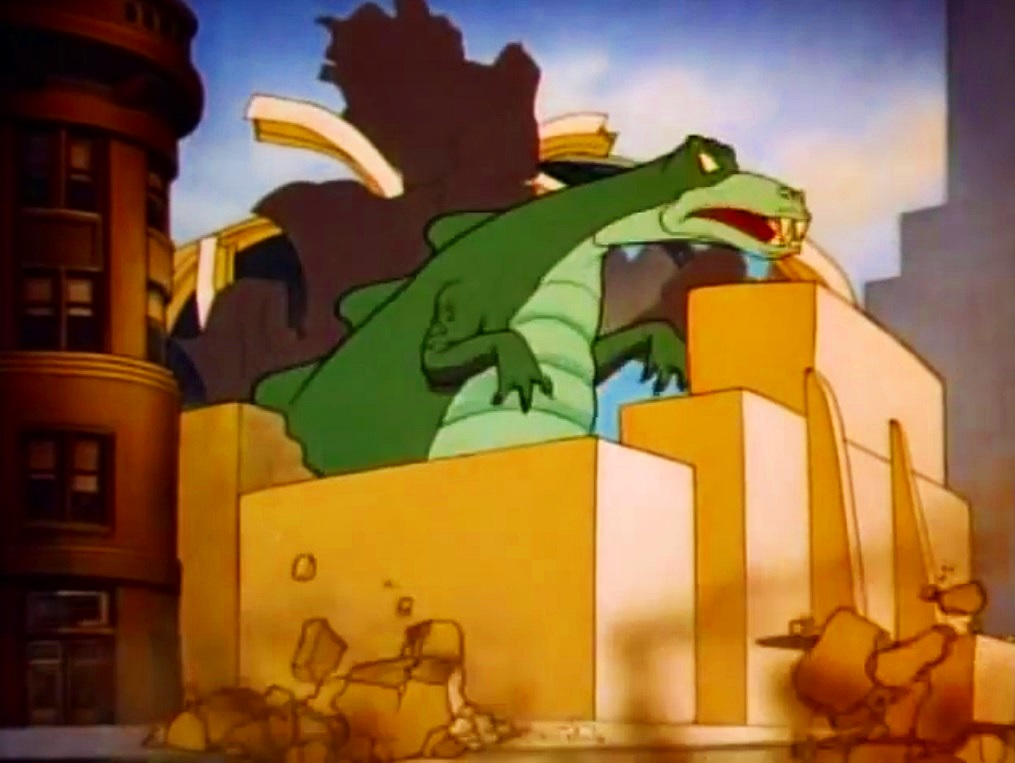
Le Monstre des glaces (1942)

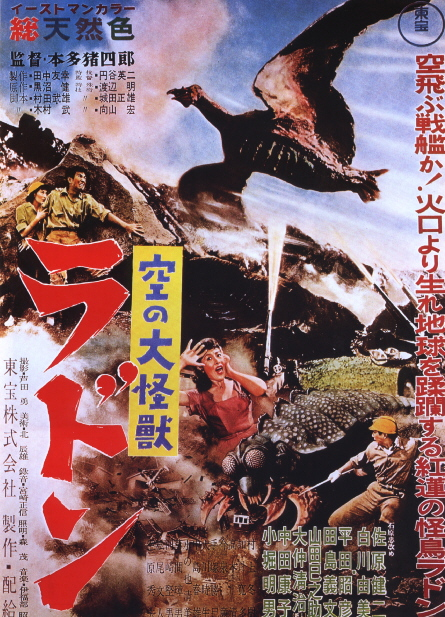
Rodan (1956)

Mothra (1961)

Gamera (1965)

Le kaijū eiga (怪獣映画, litt. « cinéma de monstres ») est un genre de films japonais qui emploie des maquettes de villes en carton et des acteurs costumés en grands monstres de latex. Les premiers kaijū eiga furent réalisés dans les années 1950 et de nouveaux films sont encore produits de nos jours. Dans le contexte d'un Japon post-Hiroshima, les premiers films mettaient souvent en scène le pouvoir de destruction de masse figuré par des kaijū qui détruisaient les cités. La plus connue de ces créatures cinématographiques est Godzilla (ゴジラ, Gojira), mais Gamera (ガメラ), Mothra (モスラ, Mosura), Rodan, Varan, King Ghidorah, Ebirah, Yonggary, Anguirus ou Anguilas et même King Kong sont d'autres kaijū célèbres. Ishirō Honda, auteur des premiers Godzilla, fut un des plus prolifiques et célèbres réalisateurs de kaijū eiga.
Avant Godzilla, on trouvait déjà des films de monstres tels que King Kong (1933) et Le Monstre des temps perdus (1953), des précurseurs américains du kaijū eiga.
Liste des films du genre kaijū eiga par ordre chronologique :
- 1954 : Godzilla (Gojira) de Ishirō Honda
- 1955 : Le Retour de Godzilla (Gojira no gyakushū) de Motoyoshi Oda
- 1956 : Godzilla, King of the Monsters! de Ishirō Honda et Terry Morse
- 1956 : Rodan (Sora no daikaijū Radon) de Ishirō Honda
- 1957 : Prisonnière des Martiens (Chikyū Bōeigun) de Ishirō Honda
- 1958 : Varan, le monstre géant (Daikaijū Baran) de Ishirō Honda
- 1961 : Mothra (Mosura) de Ishirō Honda
- 1961 : Gorgo de Eugène Lourié
- 1962 : Astronaut 1980 (Yosei Gorasu) de Ishirō Honda
- 1962 : King Kong contre Godzilla (Kingu Kongu tai Gojira) de Ishirō Honda
- 1964 : Mothra contre Godzilla (Mosura tai Gojira) de Ishirō Honda
- 1964 : Dogora, the Space Monster (Uchū daikaijū Dogora) de Ishirō Honda
- 1964 : Ghidrah, le monstre à trois têtes (San daikaijū: Chikyu saidai no kessen) de Ishirō Honda
- 1965 : Gamera (Daikaijū Gamera) de Noriaki Yuasa
- 1965 : Frankenstein vs. Baragon (Furankenshutain tai chitei kaijū Baragon) de Ishirō Honda
- 1965 : Invasion Planète X (Kaijū daisenso) de Ishirō Honda
- 1966 : Godzilla, Ebirah et Mothra : Duel dans les mers du sud (Gojira Ebirâ Mosura: Nankai no daiketto) de Jun Fukuda
- 1966 : Gamera contre Barugon (Daikaijū kessen: Gamera tai Barugon) de Shigeo Tanaka
- 1966 : La Guerre des monstres (Furankenshutimegesain no kaijū: Sanda tai Gaira) de Ishirō Honda
- 1967 : Le Fils de Godzilla (Kaijūtō no kessen: Gojira no musuko) de Jun Fukuda
- 1967 : Gappa le Descendant de Godzilla (Daikyojū Gappa) de Haruyasu Noguchi
- 1967 : Gamera contre Gyaos (Daikaijū Kūchūsen: Gamera tai Giyaosu) de Noriaki Yuasa
- 1967 : La Revanche de King Kong (Kingukongu no gyakushu)  de Ishirō Honda
- 1967 : Itoka le monstre des galaxies (Uchū daikaijū Girara) de Kazui Nihonmatsu
- 1967 : Yonggary: Monster from the Deep (Taekoesu Yonggary) de Kim Ki-duk
- 1968 : Gamera contre Viras (Gamera tai Uchū Kaijū Bairasu) de Noriaki Yuasa
- 1968 : Les envahisseurs attaquent (Kaijū sōshingeki) de Ishirō Honda
- 1969 : Latitude Zero (Ido zero daisakusen)  de Ishirō Honda
- 1969 : Gamera contre Guiron (Gamera tai Daiakaijū Giron) de Noriaki Yuasa
- 1969 : Godzilla's Revenge (Gojira-Minira-Gabara: Oru kaijū daishingeki) de Ishirō Honda
- 1970 : Les Envahisseurs de l'espace (Gezora Ganime Kameba: Kessen! Nankai no daikaijū) de Ishirō Honda
- 1970 : Gamera contre Jiger (Gamera tai Daimajū Jaigā) de Noriaki Yuasa
- 1971 : Godzilla vs Hedora (Gojira tai Hedorâ) de Yoshimitsu Banno
- 1971 : Gamera contre Zigra (Gamera tai Shinkai Kaijū Jigura) de Noriaki Yuasa
- 1972 : Godzilla vs Gigan (Chikyū kogeki meirei: Gojira tai Gaigan) de Jun Fukuda
- 1973 : Godzilla vs Megalon (Gojira tai Megaro) de Jun Fukuda
- 1974 : Godzilla contre Mecanik Monster (Gojira tai Mekagojira) de Jun Fukuda
- 1975 : Mechagodzilla contre-attaque (Mekagojira no gyakushu) de Ishirō Honda
- 1980 : Gamerak (Uchū Kaijū Gamera) de Noriaki Yuasa
- 1984 : Le Retour de Godzilla (Gojira) de Koji Hashimoto
- 1985 : Pulgasari de Shin Sang-ok
- 1985 : Godzilla 1985 de R.J. Kizer et Koji Hashimoto
- 1989 : Godzilla vs Biollante (Gojira tai Biorante) de Kazuki Omori
- 1991 : Godzilla vs King Ghidorah (Gojira tai Kingu Gidorâ) de Kazuki Omori
- 1992 : Godzilla vs Mothra (Gojira tai Mosura) de Takao Okawara
- 1993 : Godzilla vs Mechagodzilla 2 (Gojira VS Mekagojira) de Takao Okawara
- 1994 : Godzilla vs Space Godzilla (Gojira VS Supesugojira) de Kensho Yamashita
- 1995 : Gamera : Gardien de l'Univers (Gamera: Daikaijū Kūchū Kessen) de Shūsuke Kaneko
- 1995 : Godzilla vs Destroyah (Gojira VS Desutoroia) de Takao Okawara
- 1996 : Gamera 2: Attack of Legion (Gamera Tsū: Region Shūrai) de Shūsuke Kaneko
- 1996 : Rebirth of Mothra de Okihiro Yoneda
- 1997 : Rebirth of Mothra 2 de Kunio Miyoshi
- 1998 : Rebirth of Mothra 3 de Okihiro Yoneda
- 1999 : Godzilla 2000 (Gojira ni-sen mireniamu) de Takao Okawara
- 1999 :  Yonggary (Yonggari) de Shim Hyung-rae
- 1999 : Gamera 3: The Revenge of Iris (Gamera Surī Jyashin Irisu Kakusei) de Shūsuke Kaneko
- 2000 : Godzilla X Megaguirus (Gojira tai Megagirasu: Jî shōmetsu sakusen) de Masaaki Tezuka
- 2001 : Godzilla, Mothra and King Ghidorah: Giant Monsters All-Out Attack (Gojira Mosura Kingu Gidorâ: Daikaijū sōkōgeki) de Shūsuke Kaneko
- 2002 : Godzilla X Mechagodzilla (Gojira tai Mekagojira) de Masaaki Tezuka
- 2003 : Godzilla, Mothra, Mechagodzilla: Tokyo S.O.S. (Gojira tai Mosura tai Mekagojira: Tōkyō S.O.S.) de Masaaki Tezuka
- 2004 : Godzilla: Final Wars (Gojira: Fainaru uōzu) de Ryuhei Kitamura
- 2006 : Gamera: The Brave (Chīsaki Yūsha Tachi ～Gamera) de Ryuta Tasaki
- 2008 : Guilala’s counter attack (Girara no gyakushū: Tōya-ko Samitto kikiippatsu) de Minoru Kawasaki
- 2013 : Pacific Rim de Guillermo del Toro
- 2016 : Godzilla Resurgence (Shin Gojira) de Hideaki Anno et Shinji Higuchi
- 2017 : Godzilla : La Planète des monstres de Kobun Shizuno et Hiroyuki Seshita
- 2018 : Pacific Rim: Uprising de Steven S. DeKnight
- 2018 : Godzilla: City on the Edge of Battle de Kobun Shizuno et Hiroyuki Seshita
- 2018 : Godzilla: The Planet Eater
- 2019 : Hedorah : Silent Springs de Hiroto Yokoyama
- 2019 : The Great Buddah Arrival de Hiroto Yokoyama
- 2019 : Godzilla 2 : Roi des monstres de Michael Dougherty
- 2021 : Godzilla vs Kong d'Adam Wingard et Gareth Edwards
- 2022 : Shin Ultraman de Shinji Higuchi
- 2023 : Godzilla Minus One de Takashi Yamazaki
- 2024 : Godzilla x Kong: The New Empire d'Adam Wingard

## Films d'animation
- 2011 : Firebreather de Peter Chung

## Littérature
- 1977-1979 : Godzilla, King of the Monsters de Doug Moench et Herb Trimpe, publié par Marvel Comics
- 1988-1989 : The Return of Godzilla, publié par Dark Horse Comics
- 1995-1996 : Godzilla, King of the Monsters, publié par Dark Horse Comics
- 1996 : Gamera the Guardian of the Universe, publié par Dark Horse Comics
- 1998-1999 : The Return of Godzilla : Terror of Godzilla, publié par Dark Horse Comics
- 2005 : Giant Monster - RedSkullFace Dead, publié par Boom! Studios
- 2005 : Kong: King of Skull Island de Brad Strickland et John Michlig, publié par Dark Horse Comics
- 2008 : Cloverfield Kishin de David Baronoff, Matthew Pitts et Nicole Phillips, publié par Kadokawa Shoten
- 2010- : Hakaiju de Shingo Honda, publié par Akita Shoten
- 2011-2016 : Godzilla comics, publiées par IDW Publishing

- 2012 - présent : Enormous de Tim Daniel
- 2013 : Pacific Rim: Tales from Year Zero de Travis Beacham, publié par Legendary Comics
- 2015 : Pacific Rim: Tales from the Drift de Travis Beacham, publié par Legendary Comics
- 2015 : Project Nemesis de Jeremy Robinson et Matt Frank, publié par American Gothic Press
- 2015 - 2016 : Kodoja, publié par 215 Ink
- 2016 : Kronen's Kaiju de Chris Scalf, publié par American mythology Production
- 2017 : King of Zombies, de Joe Wight, publié par Antarctic Press Antarctic Press
- 2020-présent : Kaiju no 8
- 2023 : La société protectrice des Kaijus de John Scalzi

## Jeux vidéo
- 1983- : la série de jeux Godzilla
- 1984- : la série de jeux Ultraman
- 1986-1999 : la série Rampage développée par Midway Games sur borne d'arcade
- 1991-1994 : King of the Monsters et King of the Monsters 2: The Next Thing développés par SNK Playmore
- 1996 : Gamera 2000, développé par Virgin Interactive
- 2002 : Robot Alchemic Drive, développé par Sandlot sur PlayStation 2
- 2003 : War of the Monsters, développé par Incognito Entertainment et édité par Sony Computer Entertainment
- 2009-2011 : Kaiju Busters, développé par Bandai Namco Games
- 2013 : Pacific Rim, développé par Yuke's Media Creation
- 2019 : 13 sentinels : Aegis Rim ; mettant en scène comme antagoniste de gigantesques monstres machines appelé Kaiju

## Télévision
- 1960 : Marine Kong de Nisan Productions
- 1966 : Ultra Q de Tsuburaya Productions
- 1966-1967 : Ambassador Magma de P Productions
- 1966-1967 : Ultraman de Tsuburaya Productions
- 1966-1967 : Kaiju Booska de Tsuburaya Productions
- 1967-1968 : Ultra Seven de Tsuburaya Productions
- 1967-1968 : Giant Robo de Toei Company
- 1968 : Mighty Jack de Tsuburaya Productions
- 1971-1972 : Spectreman de Fuji Television
- 1971-1972 : The Return of Ultraman de Tsuburaya Productions
- 1971-1972 : Mirrorman de Tsuburaya Productions
- 1972 : Redman de Tsuburaya Productions
- 1972-1973 : Ultraman Ace de Tsuburaya Productions
- 1972-1973 : Iron King de Senkosha Productions
- 1973 : Jumborg Ace de Tsuburaya Productions
- 1973 : Fireman de Tsuburaya Productions
- 1973 : Zone Fighter de Tōhō
- 1973-1974 : Ultraman Taro de Tsuburaya Productions
- 1973-1974 : Super Robot Red Baron de Nippon Television
- 1974-1975 : Ultraman Leo de Tsuburaya Productions
- 1975- : Super sentai de Toei Company
- 1978-1981 : Godzilla de Hanna-Barbera Productions
- 1980-1981 : Ultraman 80 de Tsuburaya Productions
- 1993-1994 : Denkou Choujin Gridman de Tsuburaya Productions
- 1996-1997 : Ultraman Tiga de Tsuburaya Productions
- 1997-1998 : Ultraman Dyna de Tsuburaya Productions
- 1997-1998 : Godzilla Island de Tōhō
- 1998-2000 : Godzilla, la série de Sony Pictures Television
- 1998-1999 : Ultraman Gaia de Tsuburaya Productions
- 2001-2002 : Ultraman Cosmos de Tsuburaya Productions
- 2004 : Ultra Q: Dark Fantasy de Tsuburaya Productions
- 2004-2005 : Ultraman Nexus de Tsuburaya Productions
- 2005-2006 : Ultraman Max de Tsuburaya Productions
- 2006 : Bio Planet WoO de Tsuburaya Productions
- 2006-2007 : Ultraman Mebius de Tsuburaya Productions
- 2007 : Ultraseven X de Tsuburaya Productions
- 2007-2009 : Ultra Galaxy Mega Monster Battle de Tsuburaya Productions
- 2011- : Ultraman Retsuden de Tsuburaya Productions
- 2013 : Ultraman Ginga de Tsuburaya Productions
- 2015 : Ultraman X de Tsuburaya Productions
- 2016 - présent : Ultraman Orb de Tsuburaya Productions
- 2023 : Monarch : Legacy of Monsters de Legendary Television, Safehouse Pictures et Tōhō

## Culture populaire
- Dans l'univers de Mario, Donkey Kong ainsi que les autres singes comme Diddy Kong, sont inspirés de King Kong.
- Dans l'univers de Pokémon, Tyranocif est un Pokémon inspiré de Godzilla et des dinosaures.
- Une série de cartes Yu-Gi-Oh! se nomme Kaiju et est inspiré de nombreux kaijū comme Mothra, Gamera, Gigan, Kumonga, Mechagodzilla, etc.
- Dans Star Wars, épisode VI : Le Retour du Jedi, le rancor devait originellement être joué par un acteur et ressembler aux kaijū des films. Finalemment, il a été joué à l'aide d'une poupée filmé à vitesse élevée [5].
- Godzilla est un personnage récurrent de la série télévisée Avez-vous déjà vu..?, où il est nommé Grodzilla.
- Tim Burton rend souvent hommage au genre dans ses films, comme Frankenweenie.
- Le rappeur français Disiz a nommé son album Disizilla en hommage à la créature Godzilla. Plusieurs titres font également références à cet univers comme Kaiju ou Mastodonte.
- Dans le MMORPG Dofus, on retrouve Godzilla et Gamera en tant que boss d'un donjon, sous les noms de Grozilla et Grasmera.
- Dans le jeu Destroy All Humans 2, dans le niveau japonais, le joueur affronte le boss Kojira, parodie de Godzilla, lors d'un combat qui utilise les codes et la mise en scène du cinéma Kaijū des années soixante.
- Dans le MOBA League of Legends, une lignée d'habillages (objets cosmétiques du jeu) est inspiré des kaijū et des Mechas géants à l'instar de Pacific Rim. Parmi ces habillages, un seul est un kaijū, "Crabgot", tandis que plusieurs autres habillages "Mechas" représentent les robots géants mais qui ne sont pas contrôlés par un/plusieurs pilote(s). Une autre lignée d'habillages, plus récente, les "Royaume des Mechas" est aussi inspirée de cet univers mais n'est composée que de Mechas géants qui combattent des kaijūs, cette fois-ci contrôlés par des pilotes.
- L'épisode de South Park : Mecha Streisand (saison 1 épisode 12), reproduit des combats avec des Monstres géants inspirés de Godzilla, Ultraman, Gamera et Mothra